# 珍妮特·埃普斯
珍妮特·乔·埃普斯（英語：Jeanette Jo Epps，1970年11月3日—），是一位美国航空航天工程师和NASA宇航员，2009年8月入选NASA第二十组宇航员。她曾执行SpaceX載人8號 (远征70/71/72)任务。

## NASA事业
2009年8月埃普斯入选NASA第二十组宇航员ref name="newclass"/>，随后，她开始了为期两年的培训。
2020年8月25日，美国宇航局宣布埃普斯将加入波音星际航线1号，这本是波音星际航线前往国际空间站的首次正式载人运行，该被延迟的任务原定于2021年夏季发射。
2023年8月NASA宣布埃普斯将执行SpaceX載人8號任务。